# Jörg Schneider (Regisseur)

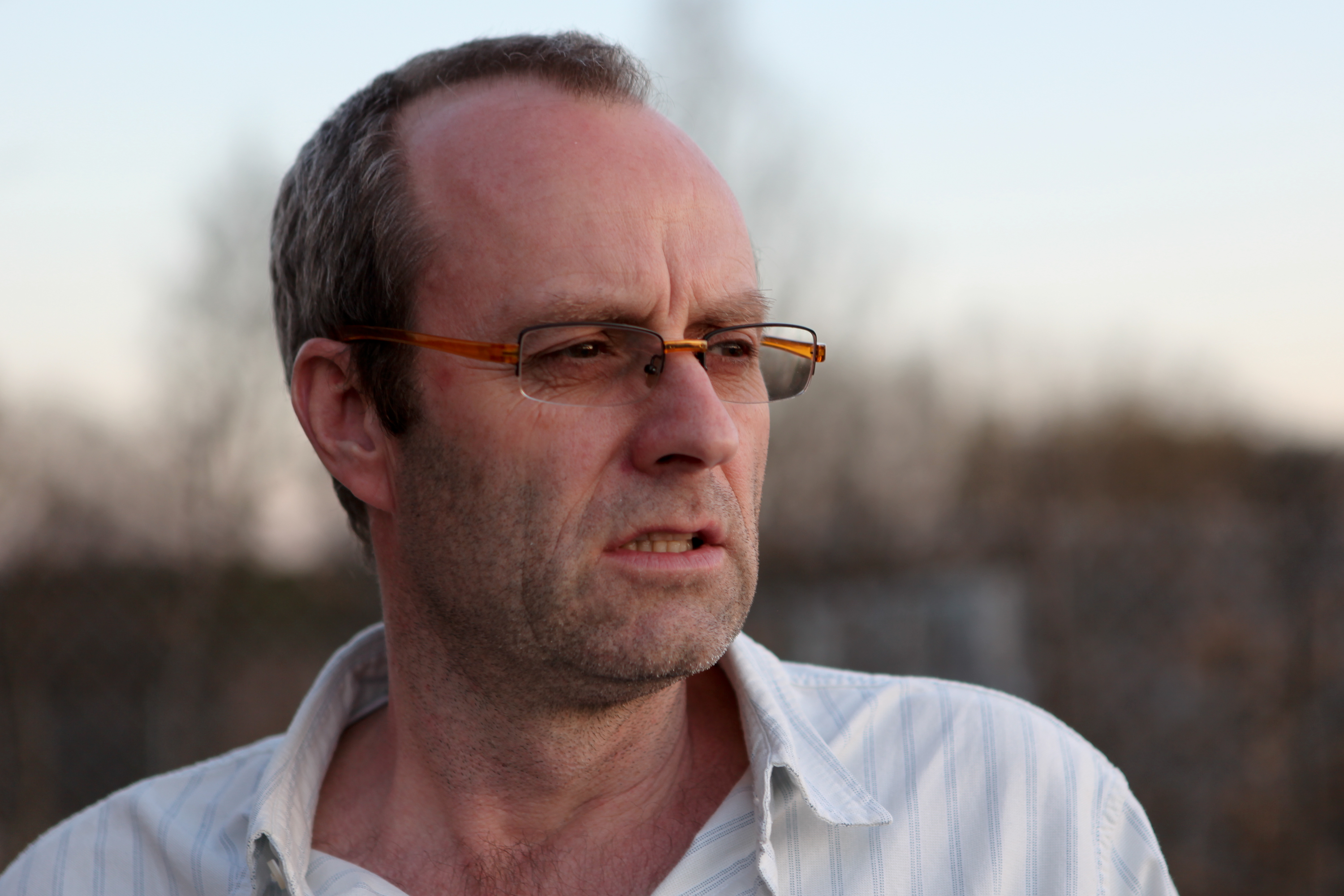
Jörg Schneider (2010)

Jörg Schneider (* 24. März 1961 in München) ist ein ehemaliger deutscher Filmregisseur und Kameramann.

## Leben
Die Filmlaufbahn begann bei Jörg Schneider mit einem Praktikum beim Filmgeräteverleih „Schmidle & Fitz“; im Anschluss arbeitete er 11 Jahre als Kameraassistent, dann 12 Jahre als Kameramann und seit Oktober 2002 als Regisseur. Er ist seit 1988 verheiratet und hat drei Kinder.
Schneider ist der Sohn des Kameramanns und Regisseurs Wolf Schneider und der Enkel des Malers, Schriftstellers, Drehbuchautors und Regisseurs Richard Schneider-Edenkoben.
Ihm wurde der Kulturpreis 2013 seines Heimatlandkreises  Dingolfing-Landau verliehen.

## Regie
- 2005–2021: Die Rosenheim-Cops (128 Folgen)
- 2021: Watzmann ermittelt (4 Folgen)
- 2020: WaPo Bodensee (4 Folgen)
- 2019: Schussfahrt in den Tod (Fernsehspiel)
- 2017: Der Schein trügt (Fernsehspiel)
- 2016: Weißblaue Geschichten (4 Folgen)
- 2013: Die Garmisch-Cops (6 Folgen)
- 2006–2012: Notruf Hafenkante (22 Folgen inkl. Pilotfilm)
- 2007: Die Akte Göttmann (Fernsehspiel)
- 2005: Kapstadt sehen und sterben (Fernsehspiel)
- 2003: Sabine! (2 Folgen)
- 2002–2008: SOKO München (ehem. SOKO 5113) (28 Folgen)

## Kamera
- 2003: Glashimmel (Fernsehspiel)
- 2002: Blutopfer (Fernsehspiel)
- 2002: Abschnitt 40 (2 Folgen)
- 2001–2002: SOKO Leipzig (10 Folgen)
- 2002: Tatort – Schlaf, Kindlein, schlaf
- 2000: Der Ermittler (2 Folgen)
- 2000: SOKO 5113 (5 Folgen)
- 2000: Tatort – Einmal täglich
- 2000: Alarm für Cobra 11 – Die Autobahnpolizei (2 Folgen)
- 1999: Ein Scheusal zum Verlieben (Fernsehspiel)
- 1999: Die Motorrad-Cops – Hart am Limit (4 Folgen)
- 1999: T.E.A.M. Berlin – Der Kreuzzug (Fernsehspiel)
- 1998: Ein Fall für Zwei (1 Folge)
- 1998: Operation Phoenix – Jäger zwischen den Welten (3 Folgen)
- 1998: Tatort – Starkbier (Fernsehspiel)